# Melittomma marginellum
Melittomma marginellum är en skalbaggsart som först beskrevs av Sigmund Schenkling 1914.  Melittomma marginellum ingår i släktet Melittomma och familjen varvsflugor. Inga underarter finns listade i Catalogue of Life.